# Enis Bećirbegović
Enis Bećirbegović (serbisch-kyrillisch Енис Бећирбеговић; * 2. August 1976 in Sarajevo) ist ein ehemaliger bosnischer Skirennläufer.

## Karriere
Bećirbegović gab sein internationales Renndebüt bei den Olympischen Winterspielen 1992 in Albertville, damals noch für Jugoslawien. Dort erreichte er als bestes Ergebnis Rang 66 im Super-G. Nach dem Zerfall Jugoslawiens startete er für Bosnien und Herzegowina.
Erstmals unter der Flagge Bosnien und Herzegowinas startete er bei den Olympischen Winterspielen 1994 in Lillehammer, wobei er bei seinem einzigen Start im Riesenslalom ausschied.
Am 22. Dezember 1994 gab Bećirbegović beim Riesenslalom auf der Gran Risa in Alta Badia sein Debüt im Weltcup. Er schied im ersten Durchgang ausschied. Insgesamt konnte er sich bei lediglich 6 Weltcuprennen klassieren, wobei ihm jedoch nie eine Platzierung unter den besten 30 gelang. Sein bestes Ergebnis erzielte er am 21. Dezember 1998 beim Super-G am Patscherkofel mit Rang 41.
Den größten Erfolg seiner Karriere feierte Bećirbegović bei den Olympischen Winterspielen 1998 in Nagano mit den Plätzen 21 und 22 in Abfahrt bzw. Super-G. Bis heute sind dies die besten Platzierungen eines bosnischen Sportlers bei Olympischen Winterspielen.
In Salt Lake City 2002 nahm er ein viertes Mal an Olympischen Winterspielen teil, schied jedoch im Riesenslalom aus.
2003 und 2004 wurde Bećirbegović bosnischer Meister im Riesenslalom. Sein letztes internationales Rennen bestritt er am 9. März 2005 in Kupres, danach ist er als Rennläufer nicht mehr in Erscheinung getreten.

## Erfolge

### Olympische Winterspiele
- Albertville 1992: 66. Super-G, DNF Riesenslalom, DNF Slalom
- Lillehammer 1994: DNF Riesenslalom
- Nagano 1998: 21. Abfahrt, 22. Super-G, DNF Riesenslalom
- Salt Lake City 2002: DNF Riesenslalom

### Weltmeisterschaften
- Sierra Nevada 1996: 52. Super-G, DNF Riesenslalom, DNF Slalom
- Sestriere 1997: 40. Super-G, DNF Riesenslalom, DNF Slalom
- Vail/Beaver Creek 1999: DNF Super-G
- St. Anton 2001: DNF Riesenslalom
- St. Moritz 2003: DNF Super-G, DNF Riesenslalom

### Europacup
- 2 Platzierungen unter den besten 15

### Nor-Am Cup
- Eine Platzierung unter den besten 30

### Juniorenweltmeisterschaften
- Maribor 1992: 52. Slalom

### Weitere Erfolge
- Bosnischer Meister im Riesenslalom (2003, 2004)
- 9 Siege bei FIS-Rennen